# هنري برينرد ماكليلان
هنري برينرد ماكليلان (بالإنجليزية: Henry Brainerd McClellan)‏ هو مدرس وكاتب وضابط أمريكي، ولد في 17 أكتوبر 1840 في فيلادلفيا في الولايات المتحدة، وتوفي في 1 أكتوبر 1904 في ليكسينغتون في الولايات المتحدة بسبب سكتة.